# Jerzy Semkow
Jerzy Semkow (ur. 12 października 1928 w Radomsku, zm. 23 grudnia 2014 w Lozannie) – polski dyrygent. 
Studiował dyrygenturę u Artura Malawskiego w Krakowie (1946–1951) i Jewgienija Mrawinskiego w Leningradzie (1951–1953).
Pracował w następujących instytucjach:
- Filharmonia Leningradzka (asystent dyrygenta, 1956)
- Teatr Bolszoj w Moskwie (dyrygent, 1956–1958)
- Opera Narodowa w Warszawie (dyrektor artystyczny, 1958–1959; dyrygent, 1958–1961)
- Królewska Opera w Kopenhadze (dyrektor artystyczny i pierwszy dyrygent, 1965–1970)
- Cleveland Symphony Orchestra (dyrygent, 1970–1971)
- Saint Louis Symphony (dyrektor artystyczny i pierwszy dyrygent, 1975–1979)
- Orkiestra Włoskiego Radia i Telewizji RAI w Rzymie (dyrektor artystyczny, 1979–1982)
- Rochester Philharmonic (dyrektor artystyczny i pierwszy dyrygent, 1985–1993)

Specjalizował się w symfonice klasycznej i romantycznej. Wykładał na Uniwersytecie Kolorado w Boulder, Uniwersytecie Yale oraz w Manhattan School of Music.
Od wielu lat mieszkał w Paryżu; miał obywatelstwo francuskie. W ostatnich latach życia występował jedynie gościnnie (na przykład raz w roku w warszawskiej Filharmonii Narodowej). Był doradcą artystycznym Narodowej Orkiestry Symfonicznej Polskiego Radia w Katowicach.
Został odznaczony francuskim orderem Arts et Lettres (2000). Otrzymał doktorat honoris causa Akademii Muzycznej w Warszawie (2005) oraz Akademii Muzycznej im. Grażyny i Kiejstuta Bacewiczów w Łodzi (2013). W roku jego śmierci ukazała się biografia Semkowa autorstwa Małgorzaty Komorowskiej pt. Jerzy Semkow. Magia batuty.
Pochowany w Pully, w Szwajcarii.
W 2008 otrzymał tytuł Honorowego Obywatela Miasta Radomska.

## Dyskografia
- 1987: Beethoven. Koncert fortepianowy Es-dur op. 73. Muza CK 635
- 2009: Chopin. Koncerty fortepianowe

## Odznaczenia
- Krzyż Komandorski Orderu Odrodzenia Polski (1964)[4]